# Cyrtandra wallichii
Cyrtandra wallichii är en tvåhjärtbladig växtart som först beskrevs av Charles Baron Clarke, och fick sitt nu gällande namn av Brian Laurence Burtt. Cyrtandra wallichii ingår i släktet Cyrtandra och familjen Gesneriaceae. Inga underarter finns listade i Catalogue of Life.